# Liste des édifices labellisés « Architecture contemporaine remarquable » de l'Aude
Cet article recense les édifices labellisés « Architecture contemporaine remarquable » de l'Aude, en France.
Le label « Architecture contemporaine remarquable » remplace depuis 2016 l'ancien label « Patrimoine du XXe siècle ». Il ne prend en compte que des édifices de moins de 100 ans à la date de labellisation, et qui ne sont pas protégés comme monuments historiques.
Au début 2024, l'Aude compte 11 édifices ainsi labellisés.

## Liste
| Monument | Commune                  | Adresse                       | Coordonnées                      | Notice     | Date | Illustration |
| --- | ------------------------ | ----------------------------- | -------------------------------- | ---------- | ---- | --- |
| Cave coopérative l'Espérance                                                                                          | Coursan                  | 37 rue de l'Espérance         | 43° 14′ 13″ nord, 3° 03′ 49″ est | ACR0001083 | 2013 | Image manquante Téléverser                                                                                           |
| Cave coopérative la Vendémiaire                                                                                       | Fleury                   | Rue Jean-Jaurès               | 43° 13′ 53″ nord, 3° 07′ 42″ est | ACR0001084 | 2013 | Image manquante Téléverser                                                                                           |
| Station balnéaire de Gruissan (Port : immeubles sur le bassin principal avec capitainerie)                            | Gruissan                 |                               | 43° 06′ 25″ nord, 3° 05′ 52″ est | ACR0001085 | 2010 | Station balnéaire de Gruissan(Port : immeubles sur le bassin principal avec capitainerie)                            |
| Station balnéaire de Port Leucate (VVF les Rives des Corbières, village grec, station balnéaire de la mission Racine) | Leucate                  |                               | 42° 51′ 06″ nord, 3° 02′ 20″ est | ACR0001086 | 2010 | Station balnéaire de Port Leucate(VVF les Rives des Corbières, village grec, station balnéaire de la mission Racine) |
| École élémentaire | Montbrun-des-Corbières   | 12 rue Jules-Ferry            | 43° 11′ 51″ nord, 2° 41′ 04″ est | ACR0001746 | 2023 | Image manquante Téléverser                                                                                           |
| Cave coopérative les Vignerons du Narbonnais                                                                          | Ouveillan                | Rue Coluche                   | 43° 17′ 32″ nord, 2° 58′ 16″ est | ACR0001088 | 2013 | Image manquante Téléverser                                                                                           |
| Cave coopérative vinicole                                                                                             | Saint-Nazaire-d'Aude     | Chemin de Narbonne            | 43° 14′ 10″ nord, 3° 03′ 50″ est | ACR0001089 | 2013 | Image manquante Téléverser                                                                                           |
| École maternelle | Sigean                   | 2 rue des Écoles              | 43° 02′ 19″ nord, 2° 58′ 54″ est | ACR0001747 | 2023 | Image manquante Téléverser                                                                                           |
| École élémentaire René-Azalbert                                                                                       | Sigean                   | 50 avenue de Perpignan        | 43° 01′ 34″ nord, 2° 58′ 39″ est | ACR0001748 | 2023 | Image manquante Téléverser                                                                                           |
| Cave coopérative vinicole de Montlaur                                                                                 | Val-de-Dagne             | 5 route de l'Alaric, Montlaur | 43° 07′ 57″ nord, 2° 33′ 41″ est | ACR0001087 | 2013 | Image manquante Téléverser                                                                                           |
| Cave coopérative pilote                                                                                               | Villeneuve-les-Corbières | 2 rue Pilote                  | 42° 58′ 34″ nord, 2° 46′ 29″ est | ACR0001090 | 2013 | Image manquante Téléverser                                                                                           |